# Pauline Oberdorfer Minor
Pauline Oberdorfer Minor (Charlottesville, 1885 circa – Filadelfia, 23 gennaio 1963) è stata un mezzosoprano, compositrice e docente statunitense e una delle 22 fondatrici della sorellanza Delta Sigma Theta.

## Biografia

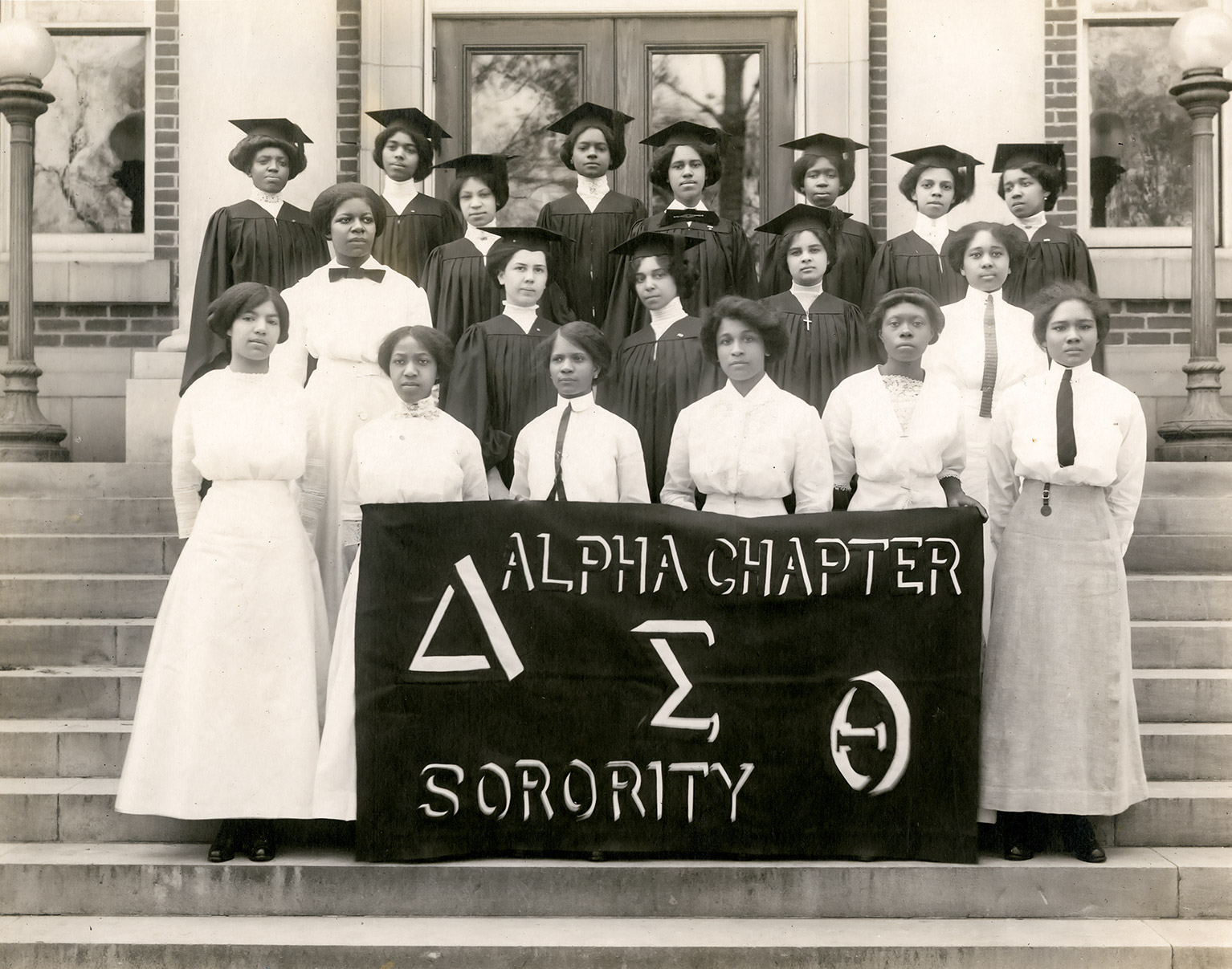
Oberdorfer Minor, fila centrale, a sinistra, insieme ad altre 18 fondatrici della Delta Sigma Theta nel 1913.

Pauline Oberdorfer nacque intorno al 1885 a Charlottesville, in Virginia. Sua madre lavorava come lavandaia. La Oberdorfer fu mandata a studiare a Filadelfia, in Pennsylvania, e fu cresciuta dagli zii. Non conosceva i suoi genitori né la sua data di nascita esatta.
Nel 1910 si diplomò alla Philadelphia High School for Girls. Fu membro della Union Baptist Church di Filadelfia, cantò nel coro e, grazie all'influenza di Lewis B. Moore, il preside dell'Howard Teacher's College, ottenne una borsa di studio della chiesa per frequentare la Università Howard.
Alla Howard, Oberdorfer, insieme ad altre 22 studentesse, fondò la sorellanza Delta Sigma Theta il 13 gennaio 1913. Fu la prima tesoriera del Capitolo Alpha. Fu presidente del Teacher's Club di Howard per un anno e i suoi successi vennero pubblicati sulla rivista Crisis della NAACP, diretta da William Edward Burghardt Du Bois. Dopo essersi laureata come valedictorian della classe del 1914, intraprese la carriera di insegnante in Pennsylvania, Alabama e Carolina del Sud.
La Oberdorfer intraprese anche una carriera come mezzosoprano recitalista e compositrice di spirituals. Il suo libro, Soul Echoes, contiene quaranta composizioni, tra cui “Get Off the Judgment Seat” e “My Lord Is a Refuge”. Sposò un certo Minor, ma divorziarono.
Pauline Oberdorfer Minor morì il 23 gennaio 1963. Al momento della morte lavorava come governante e fu sepolta in una tomba per poveri insieme ad altre tre persone nel Cimitero di Eden a Collingdale, in Pennsylvania.

## Eredità

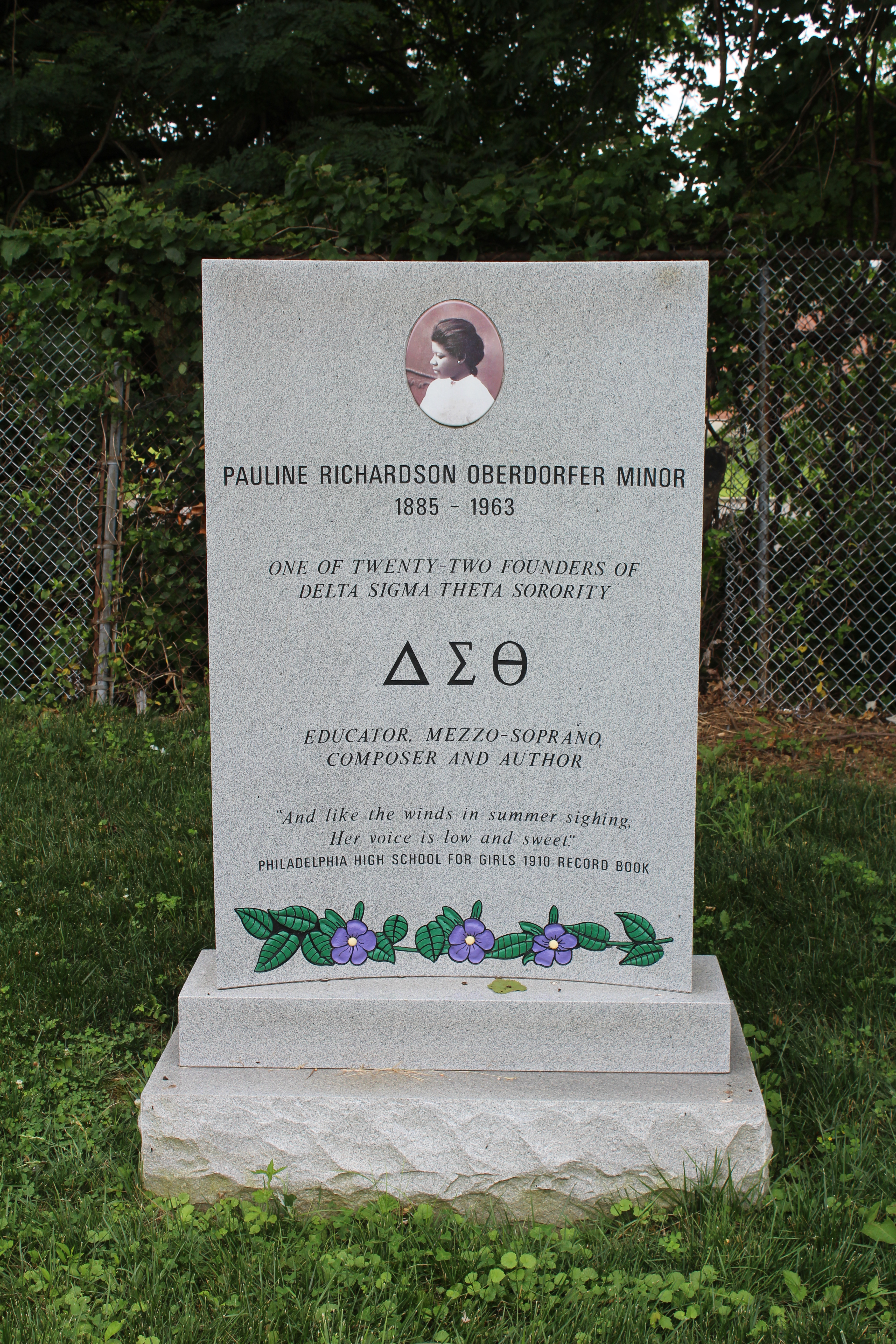
Lapide di Pauline Richardson Oberdorfer Minor nel Cimitero di Eden

Nel 2015 il capitolo Alumnae di Filadelfia della sorellanza Delta Sigma Theta ha eretto un monumento alla Oberdorfer Minor nel cimitero di Eden.
A suo nome sono state istituite una borsa di studio presso la Filadelfia High School for Girls e uno stage universitario a Charlottesville, in Virginia.